# Serra d'arc

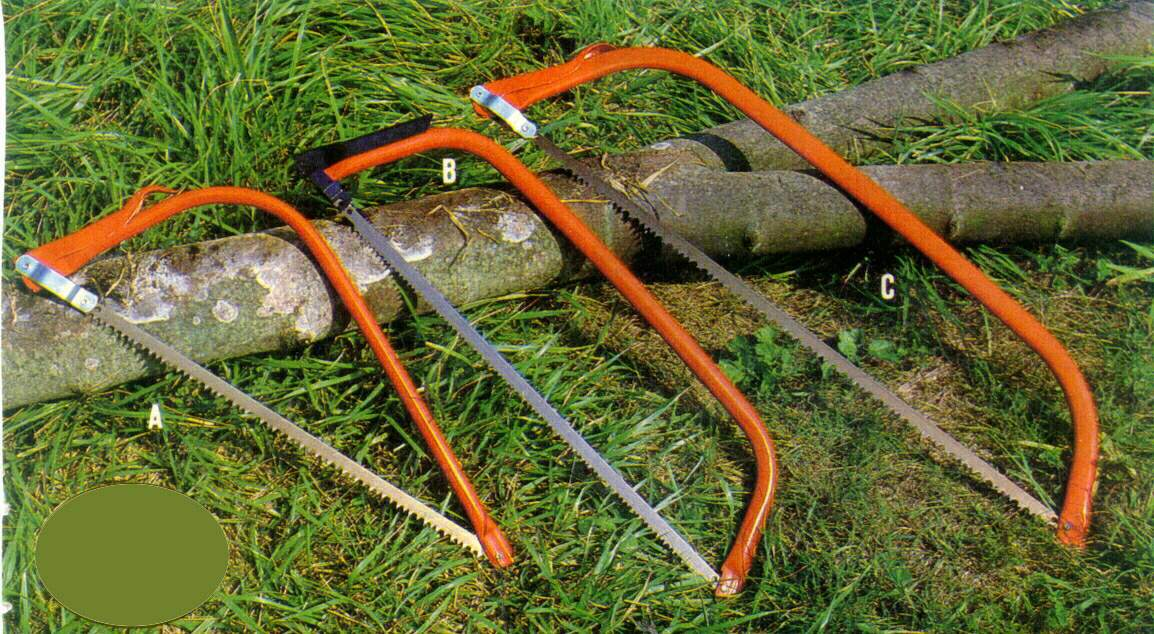
Serres d'arc modernes

Una serra d’arc moderna és una serra de tall transversal emmarcada amb metall en forma d’arc amb una fulla ampla i gruixuda. Aquest tipus de serra també es coneix com serra sueca o serra Finn

## Descripció

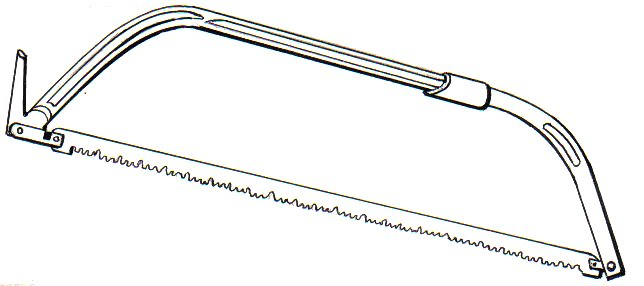
Dibuix de serra d'arc

És una eina amb dents amples que es pot utilitzar per tallar branques o troncs de llenya de fins a 6 polzades (150 mm) de diàmetre. El nom de "serra sueca" deriva de la versió de marc tubular de metall ovalat, inventada als anys vint per la companyia sueca Sandvikens Jernverk, i de patents addicionals per als dos immigrants suecs als EUA. Totes les versions modernes comparteixen aquestes característiques comunes.

## Serra d'arc clàssica

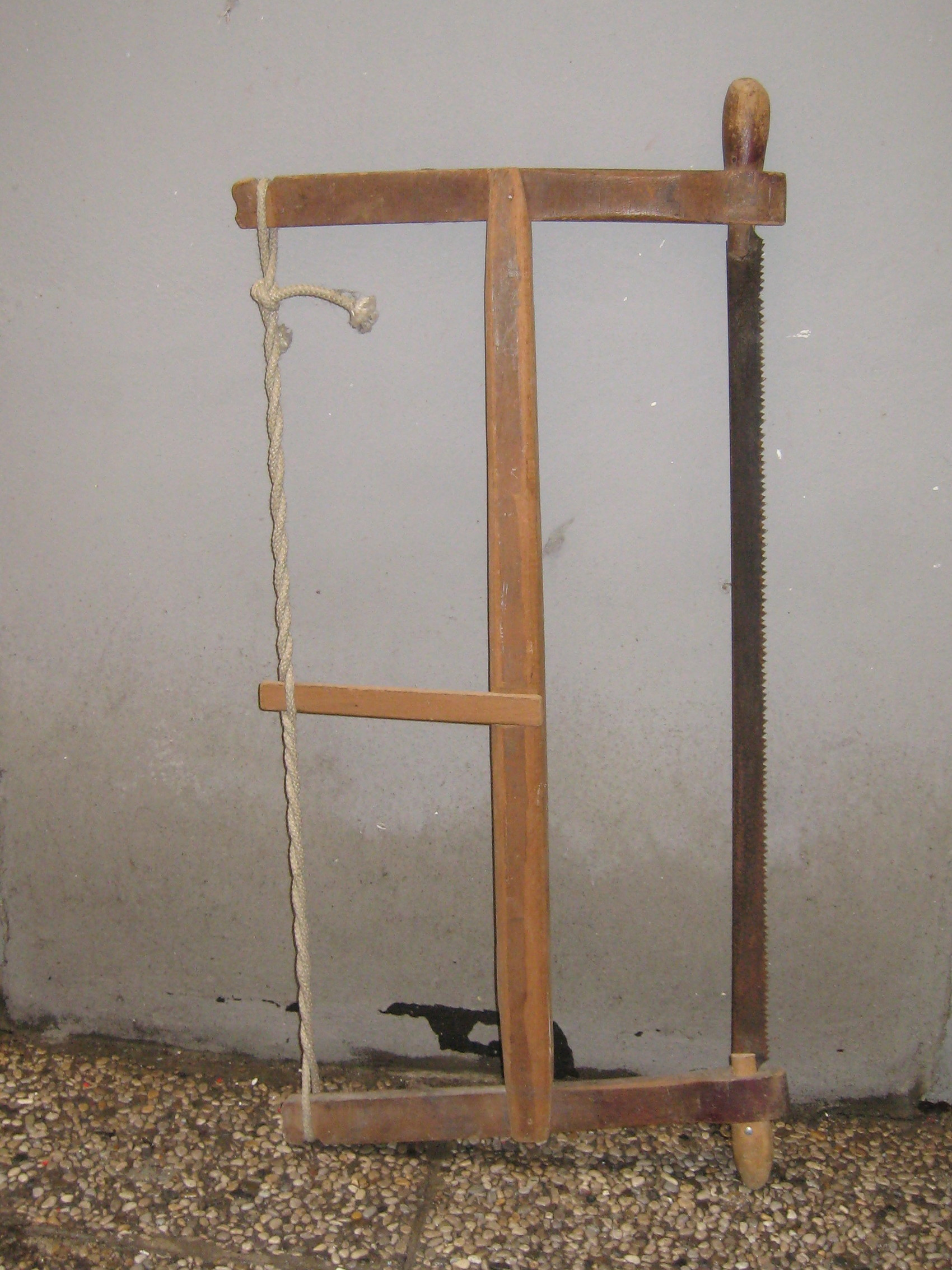
Serra d'arc tradicional

Tradicionalment, una serra d’arc era una eina per serrar fusta que s’utilitzava per a talls rectes o corbats. La serra d’arc clàssica és el tipus de serra de marc que apareix a documents antics. La seva fina fulla es manté en tensió mitjançant un marc. En el vocabulari clàssic denota una fulla dentada suspesa entre dues llargues nanses estretes que estan recolzades i separades per una barra longitudinal al centre de les nanses, formant una forma de H ampla (les nanses formen els muntants de la H, la barra la part travessera de la H). La fulla es manté en tensió amb un cordó trenat (tensor) que corre paral·lel a la fulla entre les dues nanses però al costat oposat del marc. El cordó (o cable) s’utilitza per torçar-lo amb una palanca fixada a un bucle del mateix fent que augmenti la tensió a cada gir sobre el cordó. La palanca topa contra la barra longitudinal impedint que el cordó es destensi. Una versió més fina de la serra, que és més gran que una serra de marqueteria, utilitza una fulla estreta de 1⁄4 polzada (6 mm) o menys, amb nanses que permeten a l'usuari subjectar la serra i girar la fulla.
La serra d’arc clàssica es va utilitzar tant a l'antiga Xina com al període hel·lenístic i es va desenvolupar a partir de serres anteriors.
El terme serra d'arquet es fa servir per a modells més petits, per tallar metalls o ossos.